# Hardy Hepp
Hardy Hepp (* 13. Mai 1944 in Zürich; eigentlich Heinrich Hepp) ist ein Schweizer Sänger, Songschreiber, Produzent, Dichter und Maler. Er spielte im Laufe seiner Karriere hauptsächlich Klavier, aber auch Geige und Gitarre. Hepp ist eine der wichtigsten Figuren des kulturellen Aufbruchs der 1960er Jahre in der Schweiz.  Zu seiner Bedeutung schrieb der Kulturjournalist Stefan Künzli, Autor des Standardwerks «Schweizer Rockpioniere» (Zytglogge): «Hepps Beitrag für die Entwicklung von Pop und Rock in der Schweiz kann nicht überschätzt werden».

## Werdegang und Musik
Hardy Hepp ist in Rüti im Zürcher Oberland aufgewachsen als Sohn einer Konzertsängerin und eines Sekundarlehrers. Der junge Heiner, wie er genannt wurde, lernte Geige zu spielen und sang im Kinderchor, den die Mutter leitete. 1960 besuchte er den einjährigen Vorkurs der Kunstgewerbeschule in Zürich, unter anderem bei Karl Schmid. Dieser Künstler und Lehrer sollte einen nachhaltigen Einfluss auf Hepps Werdegang und Leben haben. Er selbst bezeichnet Schmid als «meinen Zenmeister». Nach einem Versuch, sich im damaligen Bühnenstudio in Zürich zum Schauspieler ausbilden zu lassen, tauchte Hepp ab 1964 voll in das gärende subkulturelle Leben der Stadt ein. Zuerst als Kellner im Halbwelt-Treff Schwarzer Ring, dann im Bohème-Café Odeon und im Jazzlokal Africana, wenig später bestückte er Musikautomaten, wurde Schallplattenverkäufer und trat als einer der ersten DJs auf. Daneben tingelte er als Strassensänger, bevor er 1965 mit Walty Anselmo ein Folk-Duo gründete. 1966 nahmen die beiden eine Single («Walkin‘ on this road») auf, und Hepp produzierte mit der Debüt-LP der Les Sauterelles das erste Pop-Album der Schweiz. Mit dem Hepp-Anselmo-Set, einer Soul-Formation spielte er im April 1967 im Vorprogramm der Rolling Stones in Zürich. Im selben Jahr organisierte er das Love-in auf der Allmend Brunau in Zürich mit und unterschrieb einen Vertrag über drei Singles mit Liberty Records in Deutschland. Produzent Siegfried E. Loch hatte mit Hepp grosse Ziele. Er erklärte: «Mit Heiner Hepp schlage ich die deutsche Schnulze tot». Anschliessend verpasste er ihm den Künstlervornamen Hardy. Hepps deutsche Interpretationen englischer Hits erzielten beachtliche Erfolge, doch bald hatte er vom unablässigen Touren durch Diskotheken und Radiostationen genug. 1968 wurde er temporär TV-Moderator bei «Hits à Gogo», eine der ersten Sendungen in Farbe des Schweizer Fernsehens.
Noch im selben Jahr gründete er als Sänger, Keyboarder und Geiger mit dem Les-Sauterelles-Schlagzeuger Düde Dürst das Krokodil, «eine der ersten Schweizer Rockbands und sicher die bedeutendste in dieser Frühphase des Rock». Die Band schuf sich mit ihren von Blues grundierten, oft langen Stücken nicht nur in der Schweiz, sondern auch in Deutschland eine ansehnliche Fangemeinde.
1966 hatte Hepp im Haus zum Raben in Zürich eine der ersten Wohngemeinschaften der Schweiz gegründet. Die WG entwickelte sich rasch zu einem wichtigen Treffpunkt der Musikszene Hepp lebte dort bis zur Auskernung des Gebäudes Anfang der 1980er Jahre.
1971 stieg Hepp bei Krokodil wieder aus, um von da an solo und in Bands mit wechselnden Besetzungen und Ausrichtungen zu arbeiten. 1973 nahm er unter der Leitung von Siegfried E. Loch und George Gruntz in New York das Album «Hardly Healed» auf, mit einigen der gefragtesten Sessionmusikern jener Zeit, darunter Bassist Ron Carter, Schlagzeuger Bernard Purdie, Gitarrist David Spinozza und Perkussionist Ralph MacDonald. Captain Beefheart, den Hepp im Jahr zuvor kennen gelernt hatte, steuerte einen Songtext bei. Das Star-Projekt endete abrupt: Nach Differenzen zwischen Hepp und der Plattenfirma Warner nahm diese das Album nur kurz nach dem Release wieder vom Markt.
Im Laufe der 1970er Jahre nahm Hepp mit dem Jazzsaxofonisten und Elektronikpionier Bruno Spoerri ein Album auf («Hepp Demo Spoerri») und gründete die Gruppe Hand in Hand, der zunächst u. a. Gitarrist Max Lässer und Andreas Vollenweider angehörten, wobei letzterer erstmals Harfe in einer Band spielte. In späteren Formationen von Hand in Hand versuchte Hepp verschiedene musikalische Haltungen zu vereinen, als er gleichzeitig die Jazzer Fredy Studer und Christy Doran sowie den früheren Traffic-Bassisten Rosko Gee verpflichtete. Auch Helmut Zerlett gehörte in den 1980ern zeitweise der Gruppe an.
1985 produzierte die legendäre Nashville-Arrangeurin Anita Kerr Hepps Album «Sunboat». Fürs nachfolgende Album «Born in the Forest» (1988) setzte er sich zum Ziel, dass seine Musik «zentraleuropäisch» klingt. Dafür holte er einerseits den Can-Drummer Jaki Liebezeit ins Studio, andererseits u. a. die Sängerinnen Corin Curschellas und Dodo Hug. Aus dem kleinen Frauenchor wuchs bald ein grosser: 1991 gründete Hepp den Heppchor, bestehend aus ihm selbst am Piano und rund einem Dutzend Sängerinnen, darunter zeitweise auch Dodo Hug und Vera Kaa. Das Repertoire bestand vor allem aus Liedern von Hepp mit Schweizerdeutschen Texten. Sein letztes von zahlreichen Konzerten gab der Heppchor im November 2007. Nach 2011 zog sich Hepp von der Bühne zurück und hörte auf, Musik aufzunehmen.
Hepp produzierte nebenbei verschiedene Aufnahmen von anderen Musikern, etwa der Minstrels, Max Lässer und Pepe Lienhard. Ausserdem hat er Musik für Film und Theater komponiert. So zum Beispiel für die legendäre Inszenierung von Jean Anouilhs «Antigone» im Schweizer Fernsehen (1980) und für «Der Franzos im Ybrig» von Thomas Hürlimann am Schauspielhaus Zürich (1995/96), wo Hepp mit drei Begleitmusikern bei jeder der 45 Aufführungen live im Orchestergraben spielte. Für Xavier Koller steuerte er die Musik zu mehreren Filmen bei, darunter «Das gefrorene Herz» (1978) und «Der schwarze Tanner» (1985).
2007 war Hepp Gegenstand des Dokumentarfilms «Hard(ys) Life» von Rolf Lyssy.

## Malerei
Neben der Musik hat Hepp Zeit seines Lebens gemalt und gezeichnet. Verstärkt getan hat er dies seit Mitte der 1970er Jahre. Dabei arbeitet er vor allem mit Acryl- und Ölfarben. Daneben zeichnete er in einer Periode von rund 20 Jahren auch zahlreiche Akte. Stilistisch lässt sich Hepps Kunst schwer einordnen; sein Stil wird vom jeweiligen Thema bestimmt und reicht von Figuration über Surrealismus bis hin zur Abstraktion. Ein wichtiger Einfluss war zweifellos sein Lehrer und Freund Karl Schmid, dem er das Gemälde «Tag und Nacht mit Karl» gewidmet hat.

## Persönliches
Hardy Hepp ist seit 1975 mit Hanna Hepp-Zaugg verheiratet. Das Paar hat drei Kinder. Die Familie lebte in den 1980er und 1990er Jahren in Buchen GR in einem ehemaligen Schulhaus. Seither wohnen die Hepps in einer früheren Textilmanufaktur in Wallenwil TG. Hepp ist ein begeisterter Gärtner und hat sich verschiedentlich für die Umwelt eingesetzt, sei es für Erhalt und die Pflanzungen von Bäumen in den 1970er Jahren in Zürich und gegen den Ausstoss von giftigen Abgasen einer Fabrik im bündnerischen Prättigau in den 1980er Jahren. Er war 1987 auch einer der Mitbegründer der Grünen Bewegung, einer Vorläuferin der Grünen Partei in Graubünden.

## Auszeichnungen
- Türler Medienpreis (1997)

## Diskografie
Singles:
- 1966 mit Walty Anselmo: «Walkin’ on t his road» / « Go on home» (Columbia)
- 1968
  - «Warum lässt du mich gehen?» / «Negresco» (Liberty);
  - «Wie vom Winde verweht» / «Und die Sonne scheint» (Liberty)
  - «Ivana» / «Abschied für uns zwei» (Liberty)
- 1981 «Mensch Meier»/«Robot Man Plus» (Telefunken)
- 1987 mit Hand in Hand: «Jedes jedi jede weiss» / «Säg mer emal» (gr87)

Alben:
- 1969	mit Krokodil: Krokodil (Liberty)
- 1970	mit Krokodil: Swamp (Liberty)
- 1971	Hepp Hahn & Huhn (Warner Brothers)
- 1973	Hardly Healed (Warner Brothers). Wiederveröffentlicht 2014 (Hand in Hand Records)
- 1976	mit Bruno Spoerri: Hepp Demo Spoerri (Image)
- 1981	mit Hand in Hand: Hand in Hand (Mercury)
- 1984	Sunboat (Mercury)
- 1987	Born in the Forest (Hand in Hand Records)
- 1992	mit dem Heppchor: Heppchor (Phonag)
- 1994	mit Hand in Hand: in Kunming (Zytglogge)
- 1997	mit dem Heppchor: Nur jetz kei Angscht haa (Impact Music)
- 2006	mit dem Heppchor: Chömed Fraue (Soundservice)

als Produzent:
- 1966 Les Sauterelles (EMI)
- 1969 Minstrels, «Grüezi Wohl Frau Stirnimaa» (Single, Columbia)
- 1971 Minstrels, «Chrüsimüsi» (Metronome)
- 1974 Pepe Lienhard, «Leanhard» (EMI), Co-Produktion
- 1976 Max Lässer: «Songs» (Image)
- 1992 Walter Keller Walter: «Individuality» (Zytglogge)

## Film
Filmmusik (Auswahl)
- 1977 «Der Galgensteiger» von Xavier Koller
- 1978 «Das gefrorene Herz» von Xavier Koller
- 1985 «Der schwarze Tanner» von Xavier Koller

über ihn:
- 2007 Rolf Lyssy, «Hard(ys) Life»

## Musik für Theater
- 1975 «Die beiden Nachtwandler» (Johann Nestroy), Theater am Neumarkt, Zürich
- 1978 «Die Tage der Commune» (Bertolt Brecht), Theater am Neumarkt, Zürich
- 1980 «Antigone» (Jean Anouilh), Schweizer Fernsehen
- 1981 «Der Talisman» (Johann Nestroy/Urs Widmer), Schweizer Fernsehen
- 1995 «Der Franzos im Ybrig» (Thomas Hürlimann), Schauspielhaus Zürich